# Michael Greyeyes

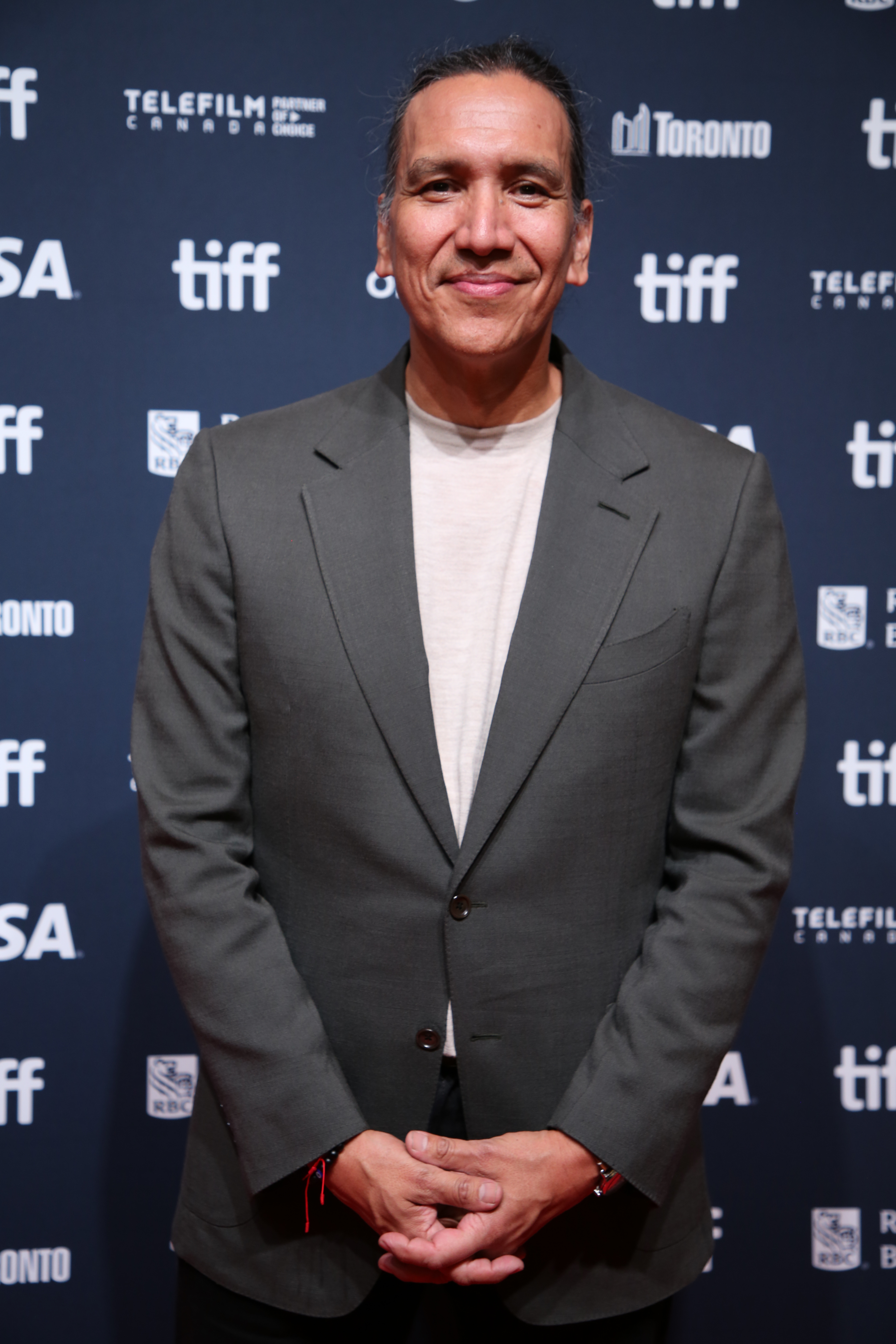
Michael Greyeyes, 2024

Michael Greyeyes (* 4. Juni 1967 in Qu’Appelle Valley, Saskatchewan) ist ein kanadischer Schauspieler, Choreograph und Regisseur. Er ist ein Angehöriger der First Nations der Cree, sein Vater gehört der Muskeg Lake First Nation an, seine Mutter der Sweetgrass First Nation.

## Karriere
Seine Karriere begann 1993 mit der Rolle des Juh im Fernsehfilm Die Blutrache des Geronimo. Er hatte Gastauftritte in zahlreichen Fernsehserien (u. a. Walker, Texas Ranger, Dr. Quinn – Ärztin aus Leidenschaft). 1997 spielte er die Titelrolle in Crazy Horse – Der stolze Krieger und zusammen mit Janine Turner in Der Traum des Häuptlings. Im Mai 2003 schloss er eine Schauspielausbildung an der Kent State University ab. Weitere wichtige Filme, in denen er mitwirkte, sind Dance me Outside (1994), Smoke Signals (1998) und The New World (2005).
Im Jahr 2022 wurde er in die Academy of Motion Picture Arts and Sciences (AMPAS) berufen, die alljährlich die Oscars vergibt.

## Filmografie
- 1993: Die Blutrache des Geronimo (Geronimo, Fernsehfilm)
- 1994: Tanz mit einem Mörder (Dance Me Outside)
- 1995: Rude
- 1995: Grusel, Grauen, Gänsehaut (Are You Afraid of the Dark?, Fernsehserie)
- 1996: Crazy Horse – Der stolze Krieger (Crazy Horse, Fernsehfilm)
- 1996: A Nation Is Coming (Kurzfilm)
- 1997: Millennium – Fürchte deinen Nächsten wie Dich selbst (Millennium, Fernsehserie)
- 1997: Rough Riders (Fernsehfilm)
- 1997: Der Traum des Häuptlings (Stolen Women, Captured Hearts, Fernsehfilm)
- 1997: Dr. Quinn – Ärztin aus Leidenschaft (Dr. Quinn, Medicine Woman, Fernsehserie)
- 1997: Ein Wink des Himmels (Promised Land, Fernsehserie)
- 1998: Knight of the Apocalypse (The Minion)
- 1998: Smoke Signals
- 1998: Firestorm – Brennendes Inferno (Firestorm)
- 1998: Die glorreichen Sieben (The Magnificent Seven, Fernsehserie)
- 1998: Big Bear (Miniserie)
- 1999: Walker, Texas Ranger (Fernsehserie)
- 2000: Allein gegen den Tod (Race Against Time, Fernsehfilm)
- 2000: Mittendrin und voll dabei (Skipped Parts)
- 2000: Virtual Reality – Kampf ums Überleben (Harsh Realm, Fernsehserie)
- 2001: MythQuest (Fernsehserie)
- 2001: Sam’s Circus (Fernsehfilm)
- 2001: Charmed – Zauberhafte Hexen (Charmed, Fernsehserie)
- 2002: Skinwalkers (Fernsehfilm)
- 2002: Body & Soul (Fernsehserie)
- 2002: Land des Sonnenscheins – Sunshine State (Sunshine State)
- 2002: Zig Zag
- 2003: DreamKeeper (Fernsehfilm)
- 2004: The Reawakening
- 2004: The Jury (Fernsehserie)
- 2005: The New World
- 2005: Numbers – Die Logik des Verbrechens (NUMB3RS, Fernsehserie)
- 2005: Criminal Intent – Verbrechen im Visier (Law & Order: Criminal Intent, Fernsehserie)
- 2006: Prey (Computerspiel)
- 2007: Cosmic Radio
- 2007: Dancing with Spirit (Fernsehserie)
- 2008: The Dreaming (Kurzfilm)
- 2008: Das Feld der Ehre – Die Schlacht von Passchendaele (Passchendaele)
- 2009: Freedom Riders (Fernsehserie)
- 2009: American Experience (Dokumentarfernsehserie)
- 2013: Jimmy P. – Psychotherapie eines Indianers (Jimmy P. (Psychothérapie d’un Indien des Plaines))
- 2014: Klondike (Miniserie)
- 2017: Fear the Walking Dead (Fernsehserie)
- 2017: Die Frau, die vorausgeht (Woman Walks Ahead)
- 2019: True Detective (Fernsehserie)
- 2019: V-Wars (Netflix-Serie)
- 2019: Togo
- 2019: Blood Quantum
- 2021: Wild Indian
- 2021: Wildhood
- 2021: Rutherford Falls (Fernsehserie, 10 Folgen)
- 2022: Firestarter
- 2023: The King Tide
- 2024: 40 Acres

## Auszeichnungen
Gotham Award
- 2021: Nominierung als Bester Darsteller (Wild Indian)
- 2021: Nominierung als Bester Darsteller in einer neuen Serie (Rutherford Falls)[2]